# Encephalartos altensteinii
Encephalartos altensteinii är en kärlväxtart som beskrevs av Johann Georg Christian Lehmann. Encephalartos altensteinii ingår i släktet Encephalartos och familjen Zamiaceae. IUCN kategoriserar arten globalt som starkt hotad. Inga underarter finns listade i Catalogue of Life.

## Bildgalleri

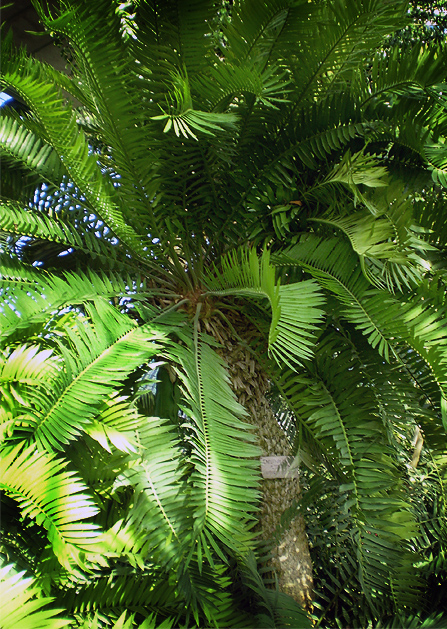
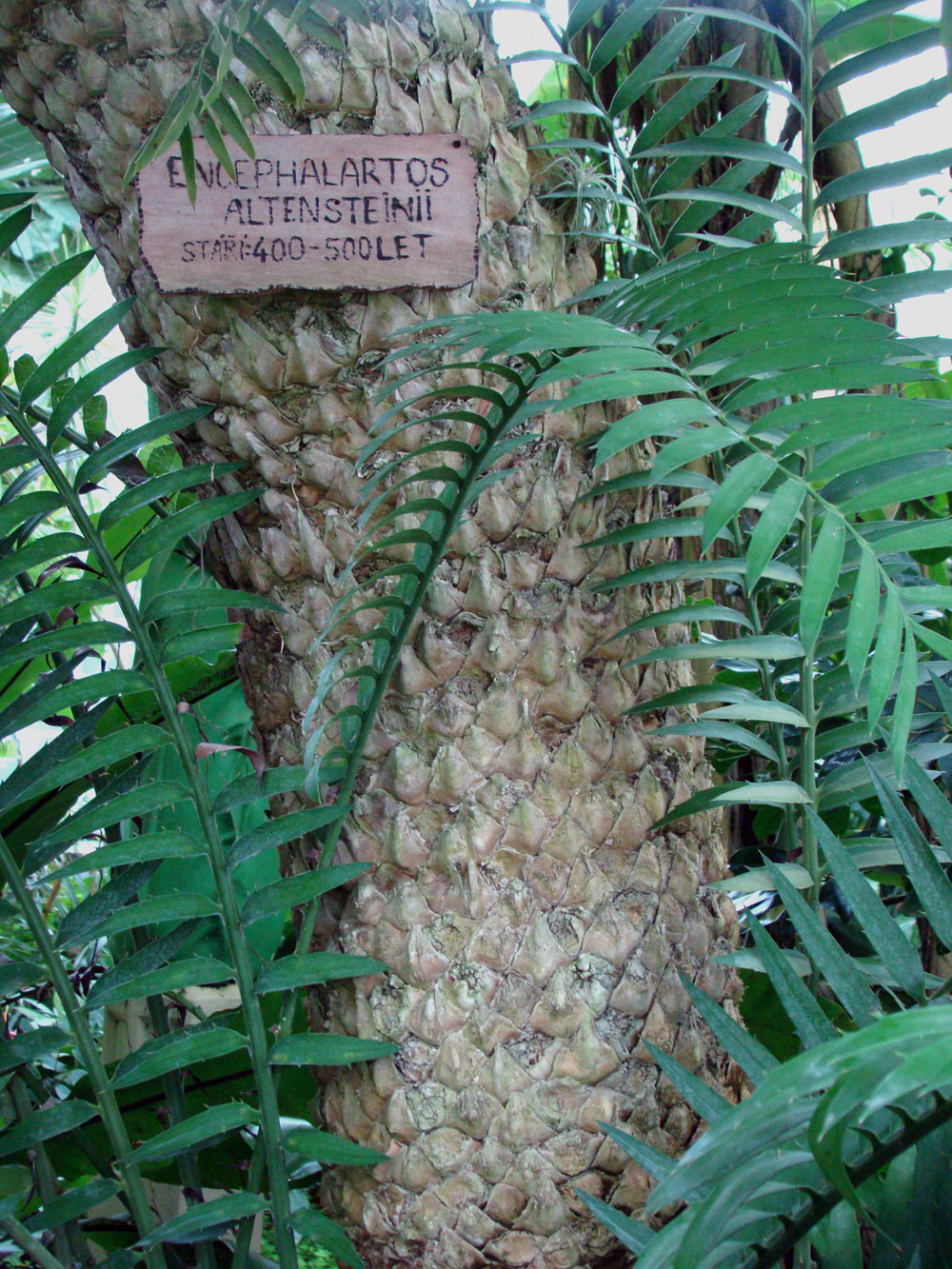
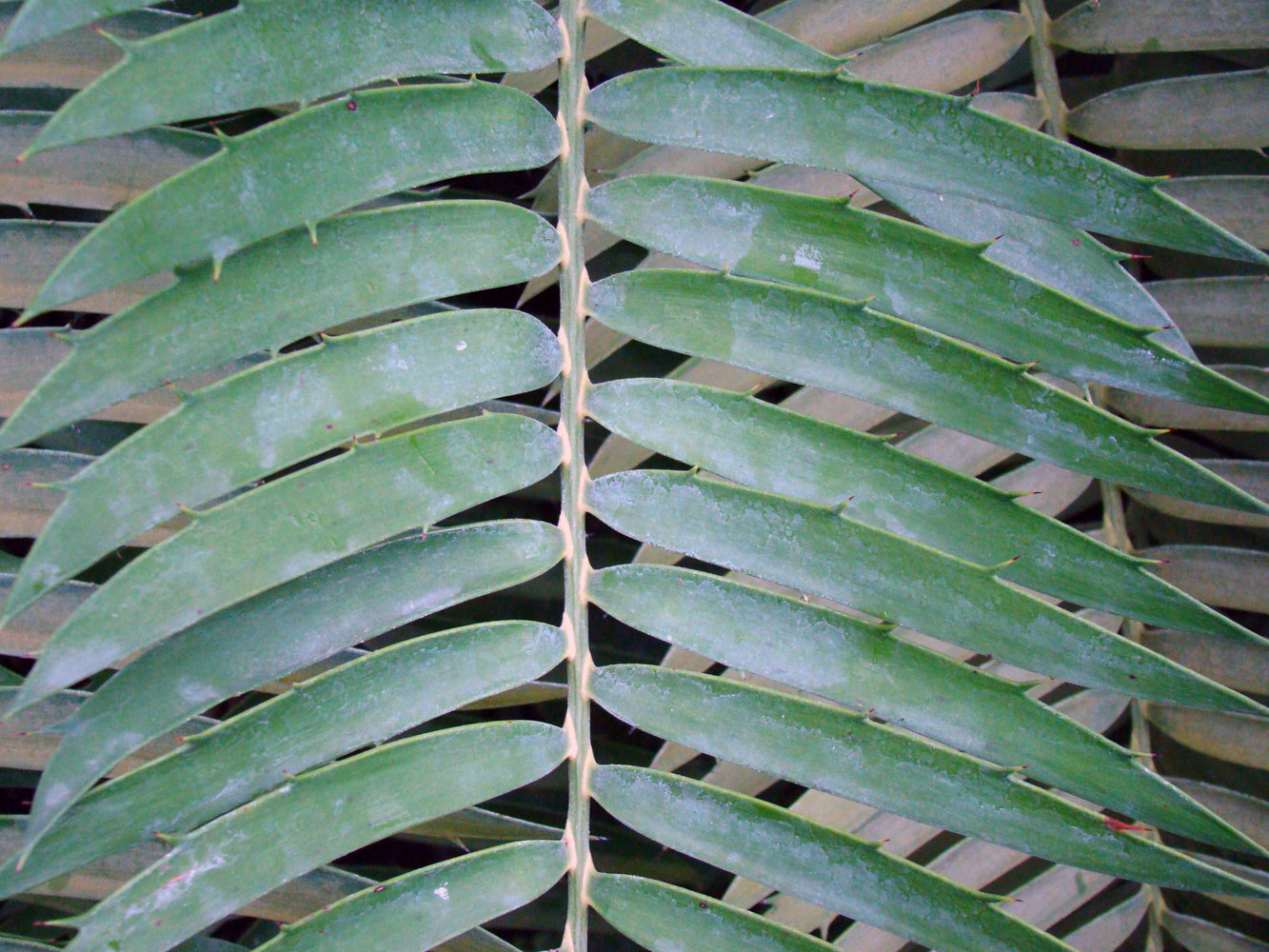
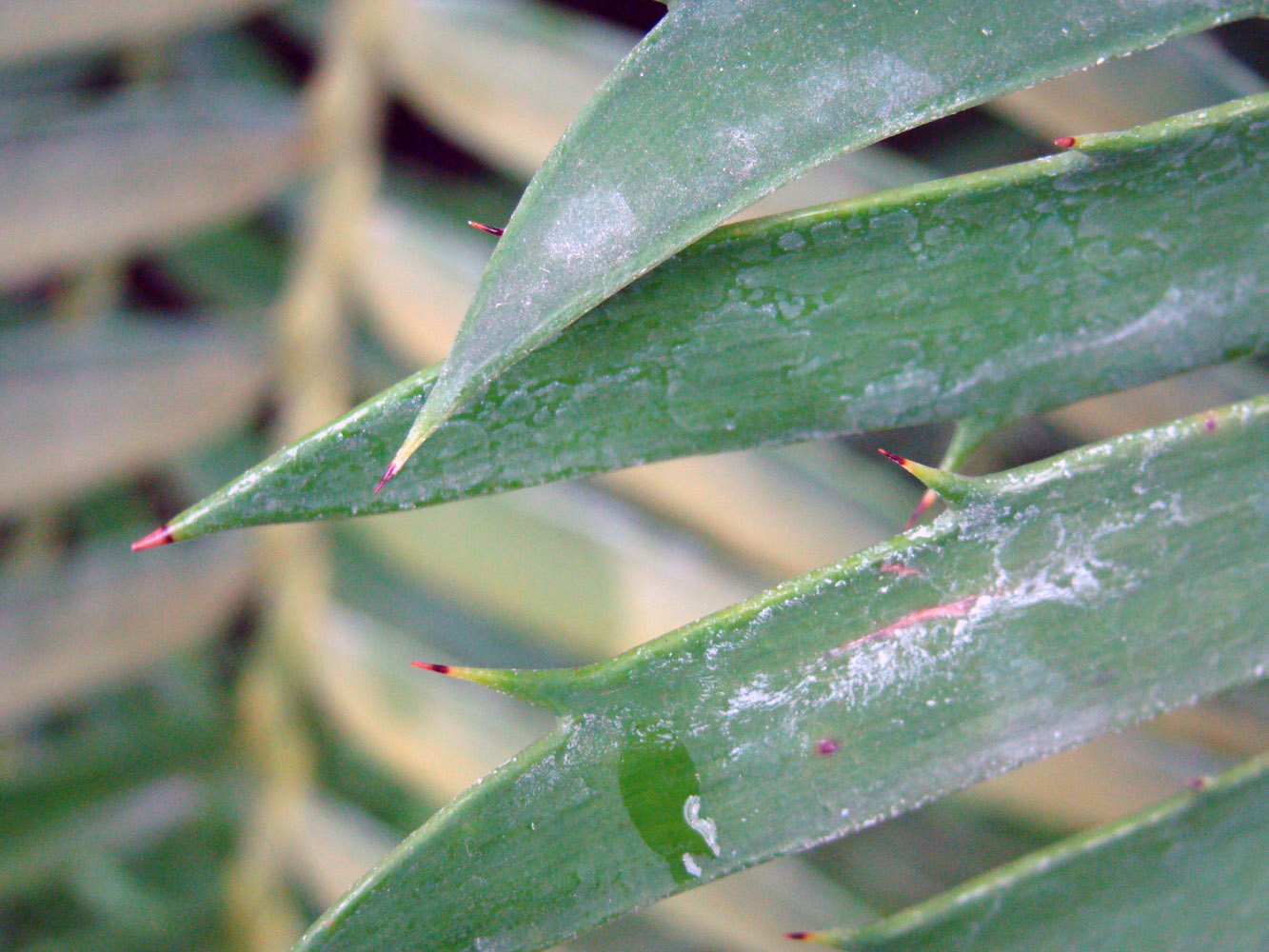
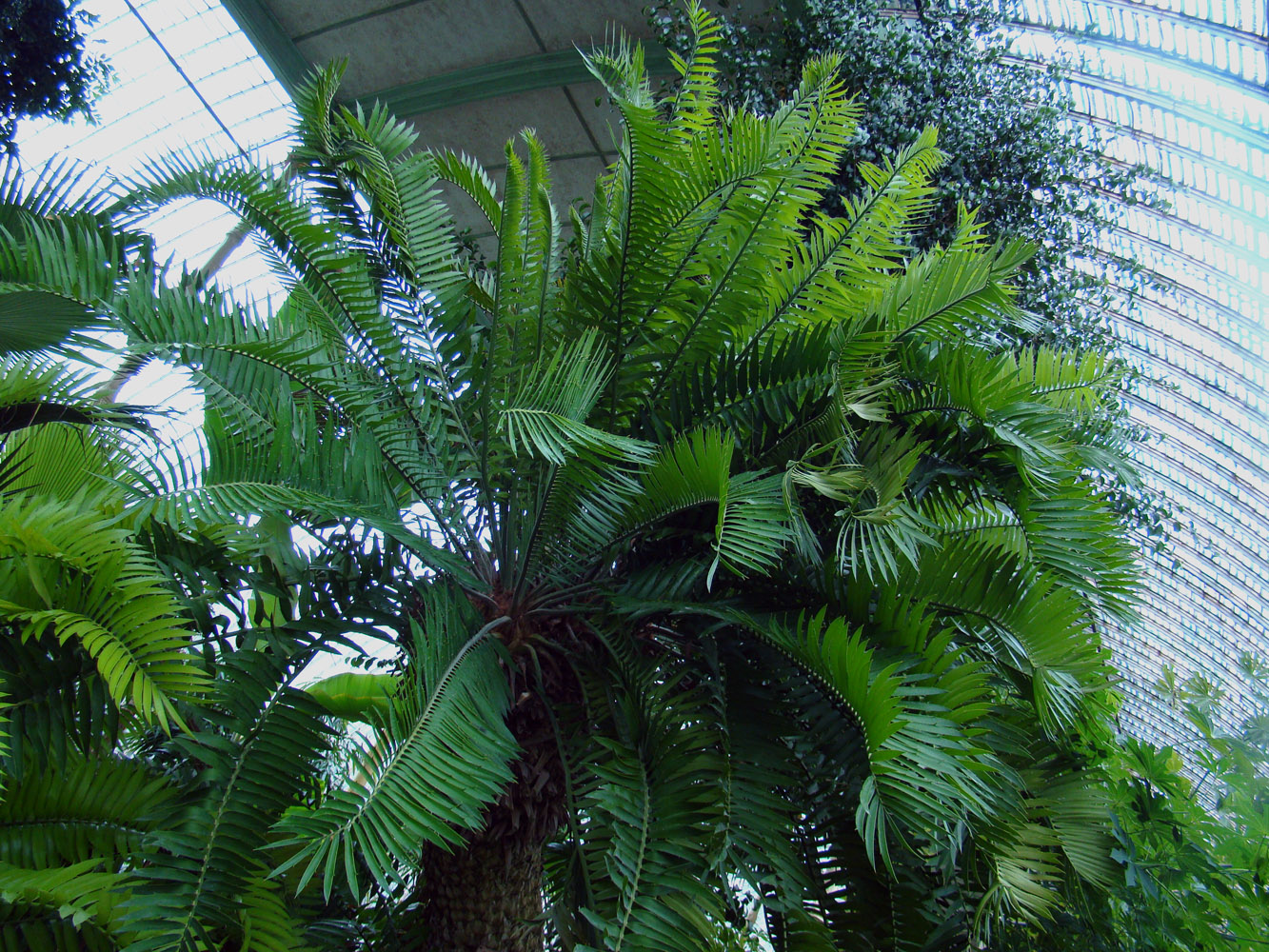
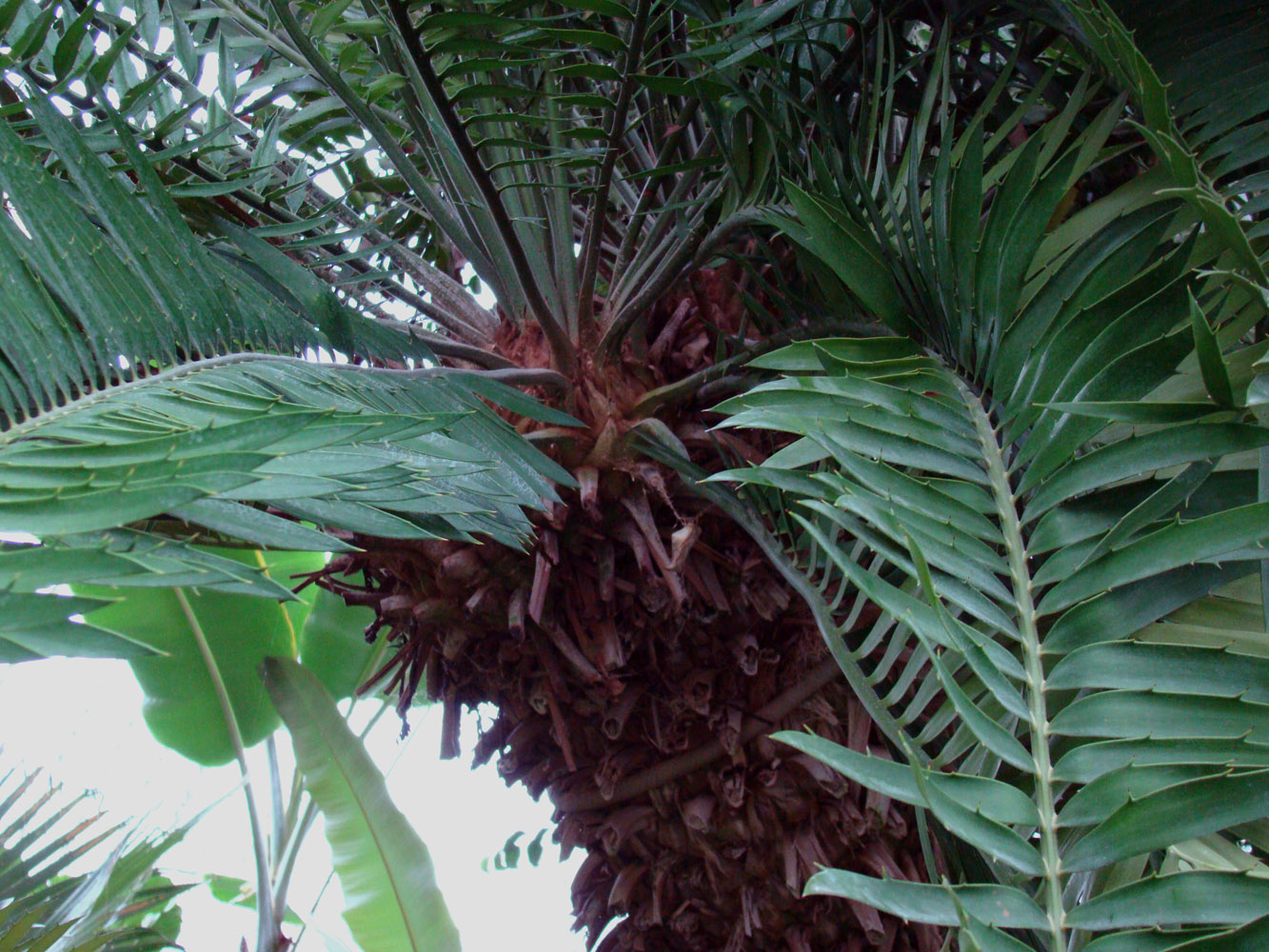